# Dérivation (algèbre)
Pour les articles homonymes, voir dérivation.
En algèbre, le terme dérivation est employé dans divers contextes pour désigner une application vérifiant l'identité de Leibniz. Selon le contexte, il peut s'agir, entre autres, d'une application additive définie sur un anneau A à valeurs dans un {\displaystyle A}-module, ou bien d'un endomorphisme d'une algèbre unitaire sur un anneau unitaire.
Cette notion est en particulier vérifiée par l'opérateur de dérivation d'une fonction (de variable réelle, par exemple); elle en est une généralisation utilisée en géométrie algébrique et en calcul différentiel sur les variétés (par exemple pour définir le crochet de Lie). Toute application de dérivation vérifie la formule de Leibniz : {\displaystyle \forall (a,b)\in A\times A,\ \mathrm {D} (a\cdot b)=a\cdot \mathrm {D} (b)+\mathrm {D} (a)\cdot b}